# Stenia glaucinalis
Stenia glaucinalis là một loài bướm đêm trong họ Crambidae.